# TNI Corporation
Công Ty TNHH MTV TNI Corporation (tiền thân là Trung Nguyên International), là một doanh nghiệp chuyên sản xuất và xuất khẩu cà phê rang xay và cà phê hoà tan ở thị trường quốc tế. Ngoài trụ sở chính ở 161 Võ Văn Tần, Phường 6, Quận 3, Thành phố Hồ Chí Minh, TNI có 4 chi nhánh ở Mỹ, Úc, Singapore, Trung Quốc.
TNI Corporation được thành lập vào tháng 7/2015 và điều hành bởi CEO Lê Hoàng Diệp Thảo với tên gọi TNF (sau này đổi thành TNI) với hình ảnh đôi cánh bay lên. Công ty thành lập với sứ mệnh đầu tiên là mang cà phê Việt ra tầm quốc tế. Đội ngũ cán sự của công ty đa phần là các thành viên đến từ nước ngoài do mục tiêu tuyển dụng đầu tiên của công ty khi đó là điều hành mạng lưới phân phối toàn cầu và kết hợp với các văn phòng đã được thành lập trước đó ở Hoa Kỳ, Trung Quốc, Úc, Singapore.

## Quá trình hoạt động
Tiền thân của TNI Corporation là Trung Nguyên International có công ty mẹ là Trung Nguyên Group được thành lập vào năm 2008 ở Singapore với lĩnh vực hoạt động là phát triển cà phê Việt Nam và dòng sản phẩm cà phê hoà tan G7 trên thương trường thế giới. Quán cà phê đầu tiên của công ty xuất hiện ở Transit Terminal 1 của sân bay Changi đánh dấu bước đi đầu tiên.

Nhà máy TNI ở Bình Dương

- Đến tháng 7/2015 chính thức đổi tên thành TNI Corporation và tách khỏi Trung Nguyên Group.

- 10/2016 TNI lần đầu cho ra mắt thương hiệu cà phê King Coffee tại Sự kiện Âm nhạc Thuý Nga Paris By Night (120) Hoa Ký.[1] Việc ra mắt ở thị trường Mỹ đã gây chú ý không chỉ đối với người Việt mà còn với người Mỹ, sau đó lan toả ra các quốc gia khác như Hàn Quốc, Ấn Độ, Singapore, Liên bang Nga, Trung Quốc…[2]
- 11/2016 King Coffee của TNI xuất hiện ở Hàn Quốc tại Triển lãm Café Show 2016 và lên kệ hệ thống siêu thị Kim’s Club hàng đầu của Hàn Quốc.[3]
- Đầu năm 2017 Ban giám đốc TNI bắt đầu đẩy mạnh xuất khẩu King Coffee trên thế giới.
- 3/2017 Có thêm nhiều dòng sản phẩm mới của King Coffee được giới thiệu tại China Food & Drinks tại Thành Đô, Trung Quốc.[4]
- Trong cùng tháng 3/2017 King Coffee ra mắt thị trường Ấn Độ qua Hội chợ International Food và Hospitality Fair diễn ra ở New Dehli, Ấn Độ.
- 20/4/2017 Với nhu cầu xuất khẩu ngày càng tăng, nhà máy sản xuất cà phê Bắc Giang không thể đáp ứng kịp các đơn hàng quốc tế. Ngày 20.4, nhà máy TNI King Coffee được khánh thành ở Khu công nghiệp Nam Tân Uyên, Bình Dương sau 5 tháng thi công. Nhà máy có diện tích 51.300 m2 được trang bị công nghệ sản xuất cà phê hiện đại từ châu Âu, đáp ứng tiêu chuẩn chất lượng, an toàn thực phẩm của thị trường quốc tế. Với công suất 145,000 tấn/ năm, chuyên sản xuất dòng sản phẩm King Coffe cho tiêu thụ trong nước và xuất khẩu ở 88 quóc gia.[5][6]
- 5/2017 Với vai trò là đại diện cho cà phê Việt Nam tham dự SIAL China 2017, King Coffee đã tạo được ấn tượng với các chuyên gia và người tiêu dùng ở Trung Quốc[7]
- 25-30/5/2017 King Cofee có mặt ở Singapore Food Expo 2017 với hệ thống phân phối rộng khắp tại Singapore đã gây dựng trước đó để phát triển cà phê hoà tan G7, King Coffee nhanh chóng tiếp cận đến người tiêu dùng ở Quốc đảo này.[8]6/2017 Việc CEO của công ty - Lê Hoàng DIệp Thảo tháp tùng Thủ tướng Nguyễn Xuân Phúc tới Tokyo trong chuyến thăm chính thức Nhật Bản. TNI Corporation đã nhận được hợp đồng hợp đồng hợp tác từ các doanh nghiệp quan tâm đến cà phê Việt Nam.[9]
- 7/2017 Bà Lê Hoàng Diệp Thảo tháp tùng Chủ tịch nước Trần Đai Quang để ký kết Biên bản ghi nhớ hợp tác với đối tác tại Diễn đàn kinh tế Việt Nam - Liên bang Nga tổ chức tại Moscow, giúp King Coffee tiếp cận thị trường Nga - nơi có lượng tiêu thụ cà phê hòa tan lớn nhất thế giới, tổng lượng cà phê được tiêu thụ đúng thứ 6.[10][11]
- 8/2017 TNI đưa King Coffee quay về Việt Nam, phục vụ cho người tiêu dùng trong nước.[12]
- 10/2017: Trong vòng 2 tháng, King Coffee có mặt ở hơn 300 chợ và siêu thị trên toàn quốc.

## Các thành tựu đạt được
- Cuối tháng 3/2017 King Coffee trở thành Top 4 sản phẩm cà phê bán chạy nhất T-Mall (trang bán hàng của Alibaba).[13]
- Ngày 8/10/2017, TNI Corporation nhận được giải thưởng “Thương hiệu, sản phẩm, dịch vụ nổi tiếng Châu Á – Thái Bình Dương 2017”, do Viện Quản lý và Phát triển Châu Á và Tập đoàn Truyền thông Quốc gia Việt Nam bình chọn.[14]
- Tháng 11/2017: King Coffee được chọn trưng bày tại Triển lãm “Việt Nam – Đối tác tin cậy và tiềm năng” bên lề Hội nghị thượng đỉnh APEC 2017[15]

## Danh mục sản phẩm

### Cà phê hoà tan
- 3 in 1: được chế biến từ cà phê hoà tan theo phương pháp phun sấy và có giá thành thấp. Thành phần chính của cà phê 3 in 1 là hỗn hợp: cà phê, đường, kem (có sữa hoặc không sữa).[16]
- Đen: được làm từ cà phê nguyên chất, không đường, không kem sữa, dành cho những người thích hương vị cà phê đậm đà.
- Esspresso: có nguồn gốc từ Ý và thường được sử dụng nhiều ở Ý, Tây Ban Nha.  Esspresso được giới trẻ yêu thích nhiều bởi hương vị của nó khá đậm và mới mẻ so với các loại cà phê đã có từ lâu trên thị trường.
- 2 in 1 Coffee & Creamer: giống với 3 in 1 nhưng không có đường, dành cho người thích uống cà phê quan tâm đến sức khỏe hoặc không thể sử dụng đường.

### Cà phê rang xay
Chủ yếu là cà phê Blend, ở TNI và dòng sản phẩm King Coffee, cà phê Blend được pha trộn từ 4 chủng loại cà phê khác nhau là: Arabica, Robusta, Excelsa và Catimor
- Inspire Blend: hương vị hài hòa
- Gourmet Blend: hương vị mạnh mẽ và đậm đà hơn Inspire
- Expert Blend: được đặc chế để dùng riêng cho các quán cà phê. Hạt được dùng với tỷ lệ cao nhất ở dòng này là Robusta[19]

## Thành viên
Tính đến ngày 05/01/2018, TNI Corporation có khoảng 600 nhân viên.
Tổng giám đốc - CEO là bà Lê Hoàng Diệp Thảo, cũng là người sáng lập ra công ty.